# Stringer (Verkehrstechnik)

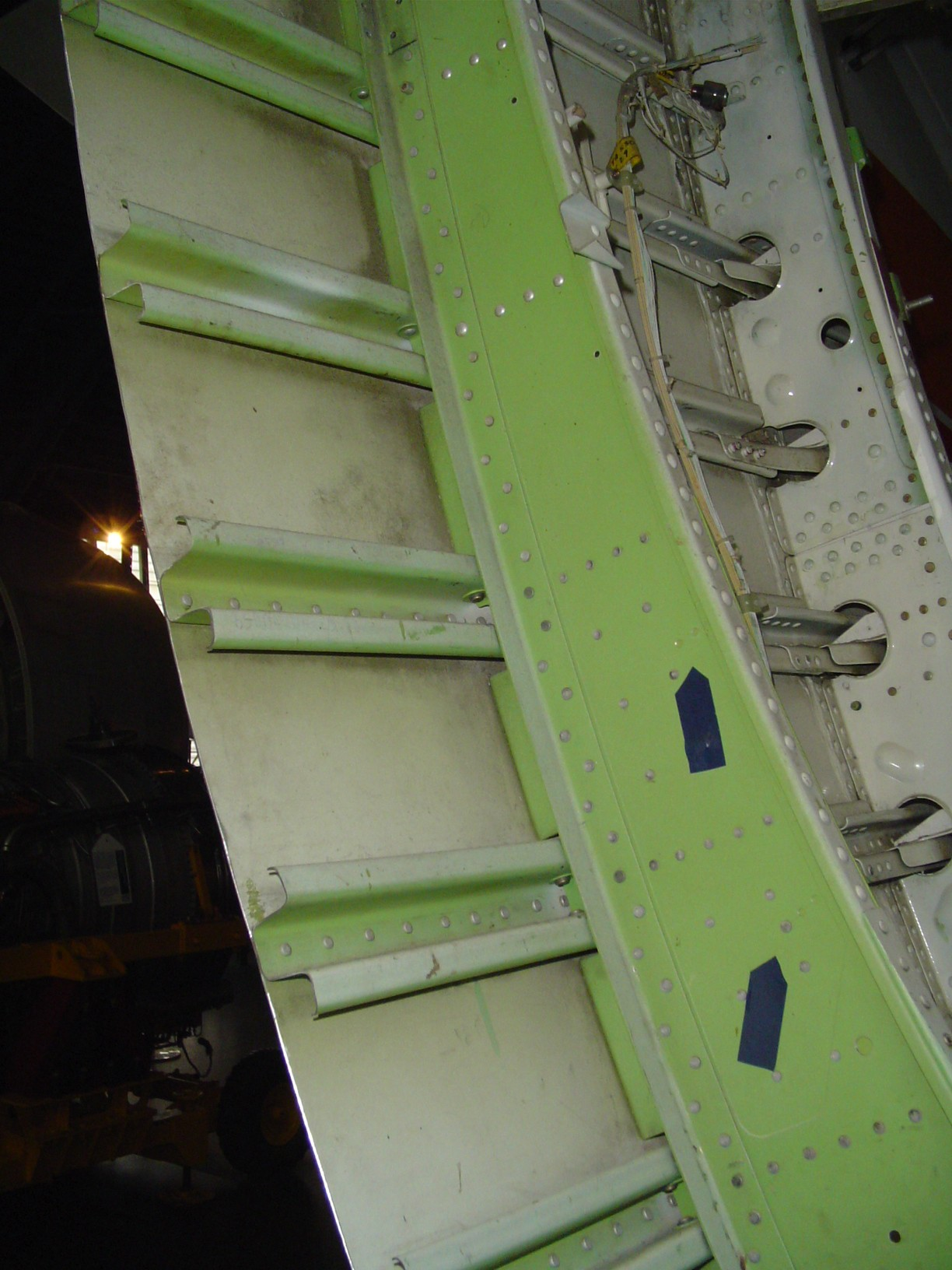
Genietete Aluminium-Stringer an einem Rumpfausschnitt einer Boeing 747

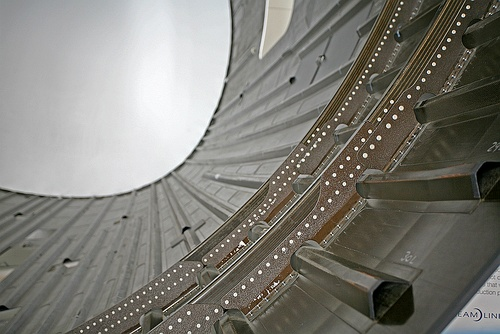
Geklebte CFK-Omega-Stringer einer Boeing 787

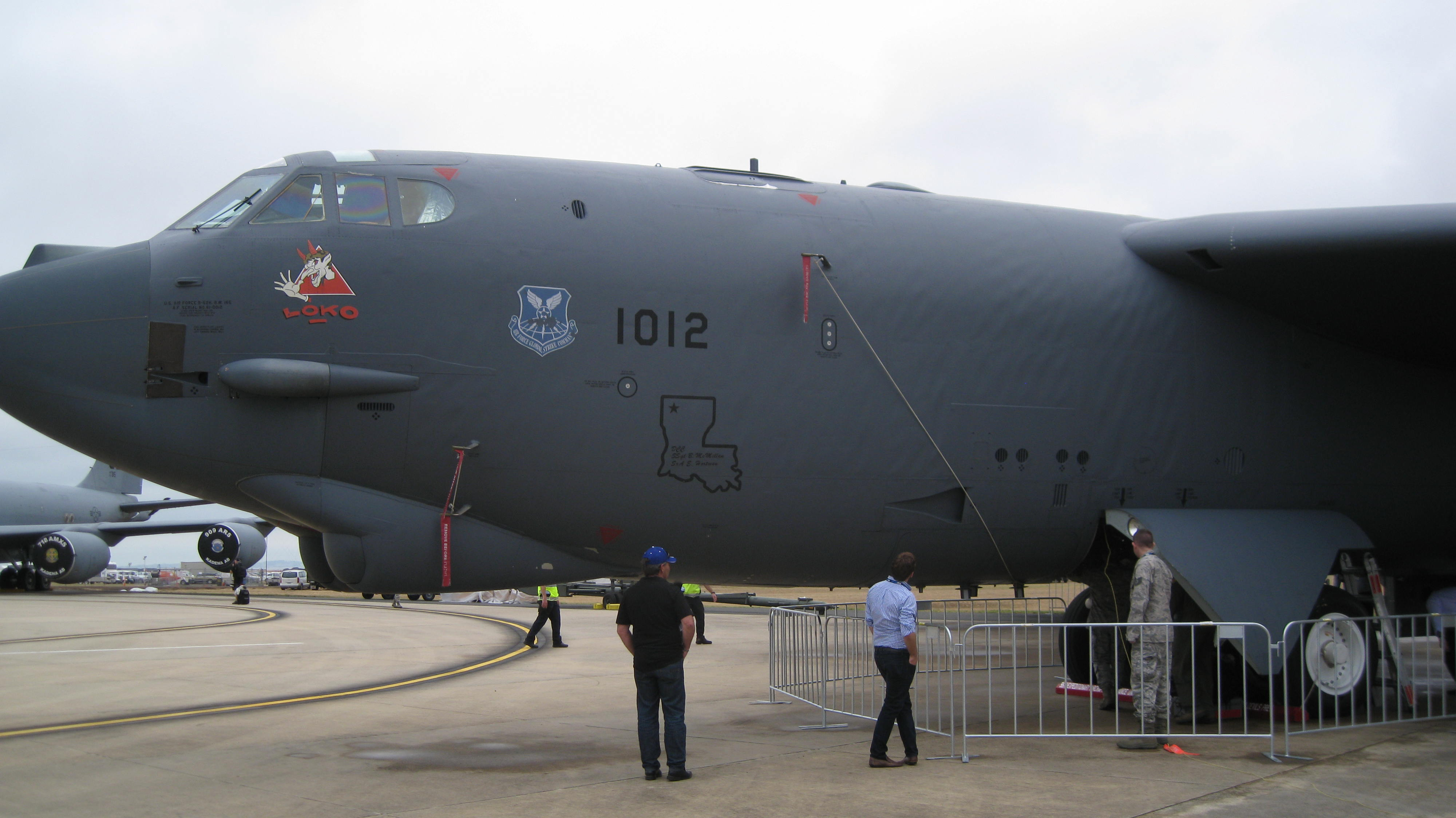
Das Aluminiumblech einer B-52 beult in Form kleiner Dellen. Durch den Verbund mit den Stringern bleibt die Tragfähigkeit der Außenhaut erhalten.

Stringer sind Längsversteifungen, die die Steifigkeit von großen flächigen Bauteilen erhöhen und deren Ausbeulen verhindern. Sie werden im Schiffbau sowie im Leichtbau bei Flugzeugen, aber auch im Raketenbau verwendet.
Im Schiffbau ist eher der Begriff Weger gebräuchlich, die jedoch keinen direkten Kontakt mit der Außenhaut haben, sondern an der Innenseite der Spanten liegen, während Längsversteifungen mit stärkerem Querschnitt als Längsspanten bezeichnet werden.
Zusammen mit den Spanten bilden Stringer das tragende Gerüst eines Luftfahrzeuges, wobei die Stringer rechtwinklig zu den Spanten und damit meist parallel zur Längsachse des Bauteils verlaufen.
Siehe auch: Stützwinkel

## Entwicklung
- Am Anfang steht das Konstruktionsprinzip Kiel und Spanten, bei dem zuerst ein Kiel gelegt wird, darauf rechtwinklig die Spanten befestigt werden und zuletzt die Beplankung angebracht wird. So sind räumliche Konstruktionen möglich, deren Größe (im Gegensatz zum Einbaum) die des größten Einzelteiles übersteigen. Sie lassen sich am Reißbrett durch Zerlegung in zweidimensionale Schnitte einfach konstruieren.
- Mit der Kräftezerlegung in zug- und druckaufnehmende Strukturelemente entstand das Konstruktionsprinzip Spanten und Holme, wie es heute noch im Flugzeugbau aktuell ist. Flugzeuge müssen in jeder Ebene verbiegungssteif sein; ein einzelner Kiel ist zu schwer und in seiner Querebene zu wenig stabil. Für die Herstellung solcher Objekte ist ein Konstruktionsrahmen notwendig, quasi ein „Kiel zum Herausnehmen“, der aus der Konstruktion entfernt wird, sobald sie genügend Eigenstabilität hat.
- Fügt man nun stabilitätsfördernd immer feinere Holme in die Konstruktion ein und reduziert dabei den Querschnitt der Holme, gelangt man zu Holmen, Stringern und Spanten und zuletzt Stringern und Spanten, einer Vorstufe zur Selbsttragenden Außenhaut. Eine hohe Verwindungssteife ist so aber noch nicht zu erreichen, da immer noch 90°-Winkel vorhanden sind.
- Die nächsthöher entwickelte Bauweise ist die geodätische Bauweise. Hier wird weitestgehend auf Spanten verzichtet, die strukturgebenden und lasttragenden Konstruktionselemente sind Rauten und Dreiecke, gebildet von schraubig um das Objekt verlaufenden, bandförmigen Stringern. Dazu ist es nötig, die geplante Rumpfform zuerst in konventionellen Querschnitten zu konstruieren, und dann eine spiralige Abwicklung zu berechnen. Der Rumpf kann zuletzt durch Vernieten der Bänder in den vorausberechneten Knotenabständen geformt werden. Der britische Bomber Vickers Wellington ist ein Beispiel dafür. Die Maschenweite ist variabel, je nachdem, wie viel Last aufgenommen werden muss und wie exakt die Konturen gebildet werden müssen. Für U-Boote ist so eine Bauweise nicht realisierbar, da Ringspanten zu einer höheren Druckfestigkeit führen.
- Durch moderne Verbundwerkstoffe ist die selbsttragende Außenhaut heute denkbar geworden; sie ist aber sehr kostspielig, denn um ökonomisch zu sein, ist viel Aufwand nötig. Über Hartschaumkerne lassen sich solche Außenhäute laminieren, die Herstellung ist aber aufwändig und Reparaturen schwierig. Der Aufwand lohnt nur bei Einzelstücken.
- aktuelle Konstruktionen von Flugzeugen, U-Booten, Brücken oder Dächern vereinen meistens Stringer, Spanten, geodätische Bauweise und selbsttragende Außenhaut. Dadurch ist eine hohe Ökonomie erreichbar geworden, allerdings erfordert der Konstruktionsprozess computer-aided design. Diese Bauweise wird auch als bionisches Prinzip angesehen, denn nachdem die äußere Form festgelegt wurde, konkurrieren verschiedene Realisationsmöglichkeiten in den statischen, ökonomischen und ästhetischen Disziplinen, bis sich herausstellt, welche Bauweise sich für welches Detail am besten eignet. Daraufhin wird die Verzahnung einzelner Methoden im Hinblick auf die Haltbarkeit und Machbarkeit durchleuchtet und noch einmal ökonomisch betrachtet. Es kann durchaus sein, dass ein Detail sich sehr gut nach einem besonderen Konzept realisieren ließe, es aber zu aufwändig wäre, nur für dieses Detail ein zusätzliches Konstruktionsprinzip ins Konzept aufzunehmen, ein anderes wäre im Detail unwirtschaftlich, im Ganzen aber wirtschaftlich.